# FASM
 (mai 2016).
Si vous disposez d'ouvrages ou d'articles de référence ou si vous connaissez des sites web de qualité traitant du thème abordé ici, merci de compléter l'article en donnant les références utiles à sa vérifiabilité et en les liant à la section « Notes et références ».
FASM (flat assembler) est un programme assembleur pour les architectures IA-32 (appelée également architecture x86) et x86-64 (appelée Intel 64 pour les processeurs Intel). Le nom signifie flat assembler. FASM est écrit en langage assembleur et existe pour les systèmes DOS, DexOS, GNU/Linux, Windows, et Menuet. FASM a quelques caractéristiques évoluées pour un langage assembleur tel que les macros, les structures, et les données virtuelles. FASM intègre des bibliothèques pour l'environnement graphique Windows et OpenGL.